# José Orellana
José María Orellano Pinto (11. juli 1872 – 26. september 1926) var Guatemalas præsident i årene 1921-26.
Orellano var officer i militæret. I 1921 kom han til magten ved et statskup mod præsident Carlos Herrera. Under hans regering blev Guatemalas nuværende møntfod, quetzalen, indført.